# اسکورت (فیلم)
اسکورت (انگلیسی: The Escort) یک فیلم رمانتیک با درون مایهٔ طنز است که در سال ۲۰۱۵ منتشر شد.

## داستان
میچ کوپر (مایکل دونگر)، خبرنگاری مجرد، ۲۷ ساله و معتاد به سکس است که در لس آنجلس اقامت دارد. او به تازگی از شغل خود که نوشتن آگهی ترحیم در یک روزنامه است اخراج شده و بخاطر شرایط وخیم مالی شدیداً به دنبال کار می‌گردد. نهایتاً با مراجعه به دفتر مجله‌ای این فرصت را می‌یابد که با نوشتن یک مقاله، کار را تصاحب کند.
در همین هنگام او با ناتالی (لیندزی فونسکا) آشنا می‌شود. ناتالی درس خواندهٔ دانشگاه استنفورد است اما به دلایلی که در ادامهٔ داستان مشخص می‌شود یک اسکورت است.
میچ تصمیم می‌گیرد که مقالهٔ خود را از ناتالی الهام بگیرد. ناتالی که به علت شرایط غیر ایمن کار خود، همراهی میچ را می‌پذیرد. رابطهٔ سودمند کاری این دو کم‌کم تبدیل به یک رایطهٔ احساسی می‌شود و هر دو برای دفع حس تنهایی خود به یکدیگر وابسته می‌شوند.